# 'Abd al-Basit Sida
ʿAbd al-Bāsiṭ Sīdā (in arabo عبد الباسط سيدا‎?); Amuda, 22 giugno 1956) è uno storico e politico curdo con cittadinanza siriana.
ʿAbd al-Bāsiṭ Sīdā, o Saydā (in curdo Ebdilbasit Seyda), è dal giugno del 2012 Presidente del Consiglio nazionale siriano (CNS), essendo succeduto a Burhan Ghalyun. 
Dal 9 novembre 2012 gli è succeduto il cristiano George Sabra.

## Gioventù
Sīdā è nato nella cittadina di Amuda, a prevalente presenza curda, nel Governatorato di Hassaké, nel NE della Siria. Ha conseguito un Ph.D. dell'Università di Damasco e ha svolto la sua attività di docente universitario in Libia dal 1991 al 1994. Ha scritto un gran numero di libri sui Curdi di Siria. Dopo il suo soggiorno libico ha vissuto in esilio in Svezia e si è specializzato in quel Paese ospite nello studio delle antiche civiltà. 
Si è unito al Consiglio nazionale siriano nel 2011 in veste di attivista indipendente (vale a dire di non appartenente ad alcun partito politico) ed è stato subito eletto nel suo esecutivo, responsabile del Dipartimento di Diritti civili. Nel giugno del 2012 ha ricevuto il necessario consenso per assumere la carica di Presidente del CNS per un periodo trimestrale, succedendo così a Burhan Ghaliyun, che aveva mantenuto quella funzione fin dal momento della sua istituzione nel 2011.